# آل يزيد (الزاهر)

تعديل مصدري - تعديل

آل يزيد هي إحدى قرى عزلة قربة بمديرية الزاهر التابعة لمحافظة البيضاء، بلغ تعداد سكانها 489 نسمة حسب تعداد اليمن لعام 2004.